# WNYN-LD
WNYN-LP é uma emissora de televisão americana com sede em Nova Iorque, NY. É afiliada à rede Azteca América e opera nos canais 49 UHF analógico e 39 UHF digital.